# Bumiputra
Bumiputera eller Bumiputra är en malaysisk term för de olika etniska grupperna vilka betraktas som ursprungsfolk i Malaysia. Förutom malajer inkluderar javaner, bugis och menangkabauer samt några mindre etniska grupper som dajaker och Orang Asli. Termen kommer från sanskrit, ordet bhumiputra, vilket bokstavligen betyder "son av jorden" (bhumi = jord, putra = son).
Som ett resultat av de blodiga oroligheterna den 13 maj 1969 introducerades i Malaysia den malaysiska nya ekonomiska politiken, vilket gynnar bumiputra i synnerhet mot indiska och kinesiska malaysier. Denna politik resulterade i att skapa en betydande malajisk medelklass i städerna, men var mindre framgångsrik på landsbygden och har skapat ny förbittring hos de etniska grupper som är utestängda från den ekonomiska politiken.
Orsaken till upploppen och den efterföljande nya ekonomiska politiken var i synnerhet kinesernas ekonomiska dominans: Med bara 33% av befolkningen kontrollerade de 90% av ekonomin. Endast en procent av läkarna var bumiputra och endast elva procent av eleverna kom från de egna leden. För att återställa lugnet beslutade regeringen i Kuala Lumpur om ett "positiv särbehandlingsprogram" som gynnar bumiputra i alla delar av det offentliga livet.